# 햄블턴

햄블턴의 위치

햄블턴(영어: Hambleton)은 잉글랜드 노스요크셔주에 위치한 비도시 자치구로 중심 도시는 노샐러턴이며 인구는 89,828명(2014년 기준), 면적은 1,311km2이다.